# Садова вулиця (Харків)
Садова вулиця — вулиця у Київському районі Харкова. Починається від Театрального провулка і йде на північний схід до Чорноглазівської вулиці. Довжина 0,3 км.

## Історія й назва
Садова вулиця виникла в першій половині XIX століття. Назву отримала у 1863 році, вона пов'язана з тим, що тут знаходилися садові ділянки Куликовських. Після жовтневого перевороту 1917 р. її первісну назву неодноразово змінювали. 20 вересня 1936 року Садовій вулиці було присвоєно ім'я Постишева, 1937 року перейменовано в Сокирну, 27 вересня 1937 року — у Південну. У 1951 році вулиці повернули назву «Садова». 8 березня 1961 року присвоєно ім'я Чубаря ( з нагоди 70-річчя від дня народження). 20 листопада 2015 року згідно із законом про декомунізацію вулиці було повернено первісну назву — Садова.

## Будинки
- Буд. № 5 — Пам'ятка архітектури Харкова, житловий будинок 1914 р., архітектор невідомий.
- Буд. № 6 — Пам. арх., двоповерховий житловий будинок кінця ХІХ — поч. ХХ ст. Архітектор, імовірно, Ю. С. Цауне. Фасад будівлі вражає оригінальним колірним рішенням, завдяки використанню червоної цегли зі світлою штукатуркою. Тут можна побачити незвичайні обрамлення вікон і дверей, ліпні прикраси.
- Буд. № 6-а — Пам. арх., житловий будинок, архітектор О. І. Ржепішевський.
- Буд. № 7 — «Будинок Сурукчі», пам'ятка архітектури місцевого значення, приватна садиба, споруджена у стилі неоренесансу та модерну у другій половині 1890-х років для почесного громадянина Миколи Івановича Ващенка. Архітектор — невідомий, найімовірніше — Віктор Величко, Пізніше у нього цей будинок придбав лікар-отоларинголог Степан Гаврилович Сурукчі, пацієнтом якого був Федір Шаляпін. Сурукчі вилікував голосові зв'язки оперного співака, якому не могли допомогти інші російські та європейські лікарі, після чого вони стали друзями. Будинок був культурним осередком, і тут проходили творчі вечори за участі митців, зокрема, і Федора Шаляпіна та Олександра Вертинського Після захоплення Харкова більшовиками Степан Сурукчі передав будинок новій владі. У радянський час тут розташовувався дитячий садок № 167, пізніше бухгалтерів відділу освіти Київського району м. Харкова. У 2013 році стали відомі плани міської влади знести садибу, на захист якої протягом 2013—2014 років проходила ціла низка культурних заходів. На цей час у будівлі мають початися реставраційні роботи, але подальше призначення її поки невідоме. На будинку у 2004 році встановлена меморіальна дошка на честь виступів Шаляпіна у цьому будинку, яка у 2013 році була пошкоджена.[3][4][5][6][7][8][9][10]
- Буд. № 8 — будівля зі столітньою історією. Колишній прибутковий будинок спроектував Олександр Ржепішевський — випускник Санкт-Петербурзького університету будівництва і архітектури. Звідси характерна ознака робіт цього архітектора — в фасаді будівлі проглядаються елементи, властиві петербурзьким домівкам. Прольоти будівлі з боку внутрішнього дворика прикрашені пілястрами у вигляді колон, надаючи п'ятиповерхівці величності. Також на фасаді можна відшукати безліч ліпних елементів.
- Буд. № 9 — Колишній особняк поч. ХХ ст., архітектор невідомий.
- Буд. № 11 — Пам. арх., приватний особняк Кузнєцова, побудований у 1903 р. Архітектор З. Ю. Харманський, у 1915 р. особняк був надбудований М. І. Дашкевичем. У радянські часи тут розміщувалося видавництво «Прапор» та інші установи. З лютого 2018 року в будинку працює Харківський інститут медицини та біомедичних наук приватного закладу вищої освіти «Київський медичний університет»[11].
- Буд. № 13 — Колишня середня школа, 1936 р. Нині Харківська спеціалізована школа № 133 «Ліцей мистецтв».[12]
- Буд. № 16 — військові комісаріати Київського та Московського районів Харкова[13].

## Галерея

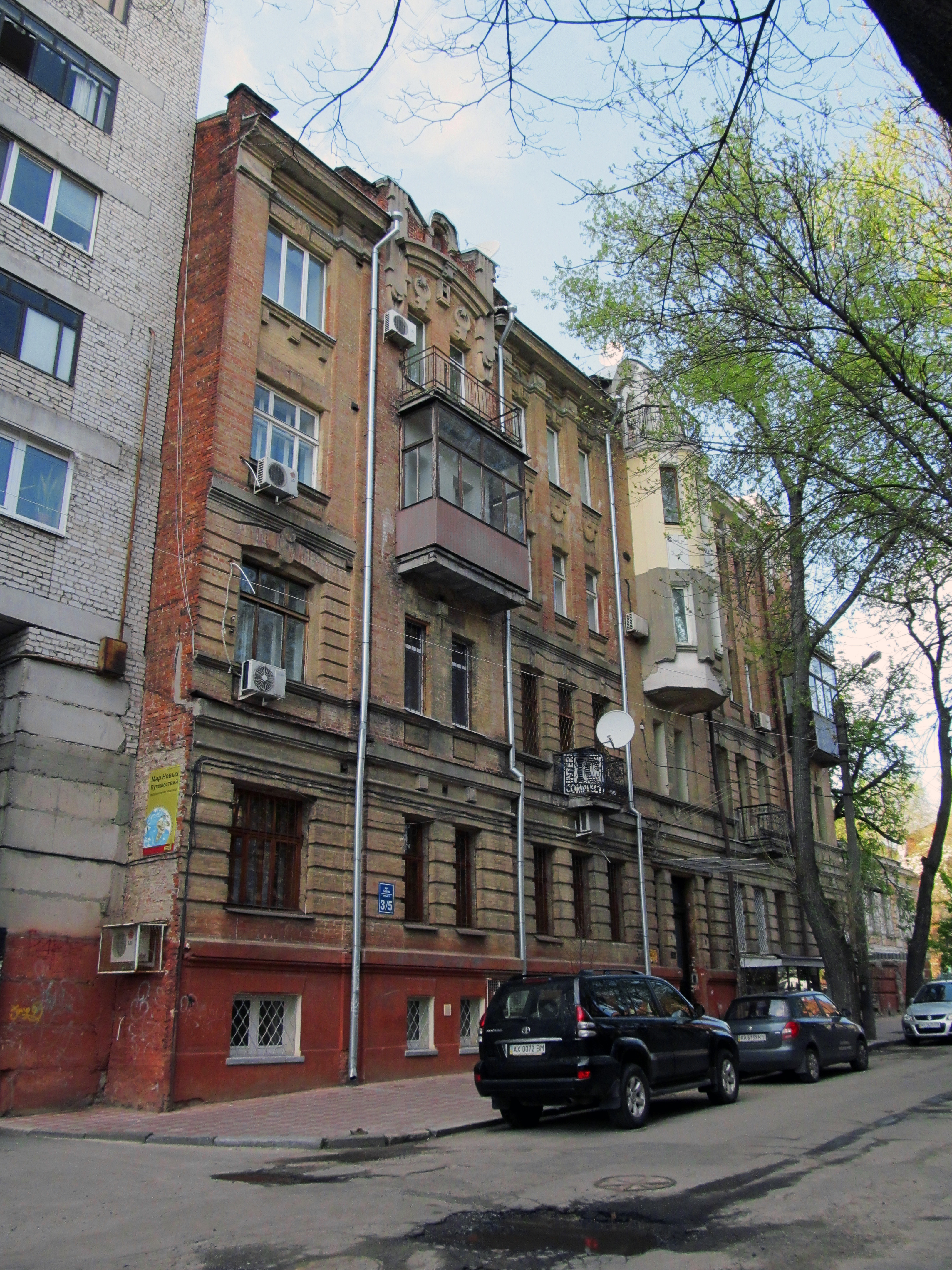
Будинок № 3/5
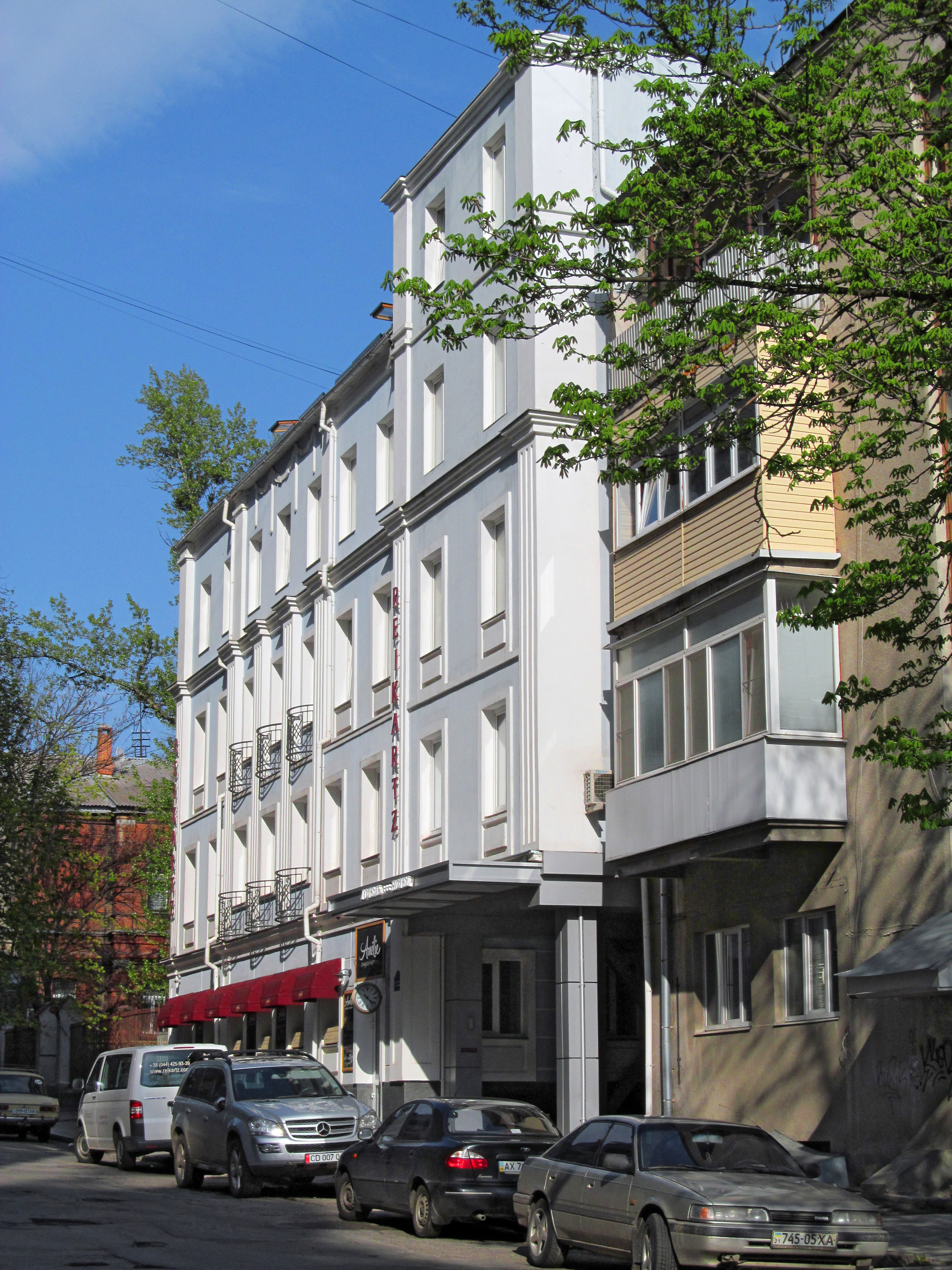
Будинок № 4. Готель Reikartz
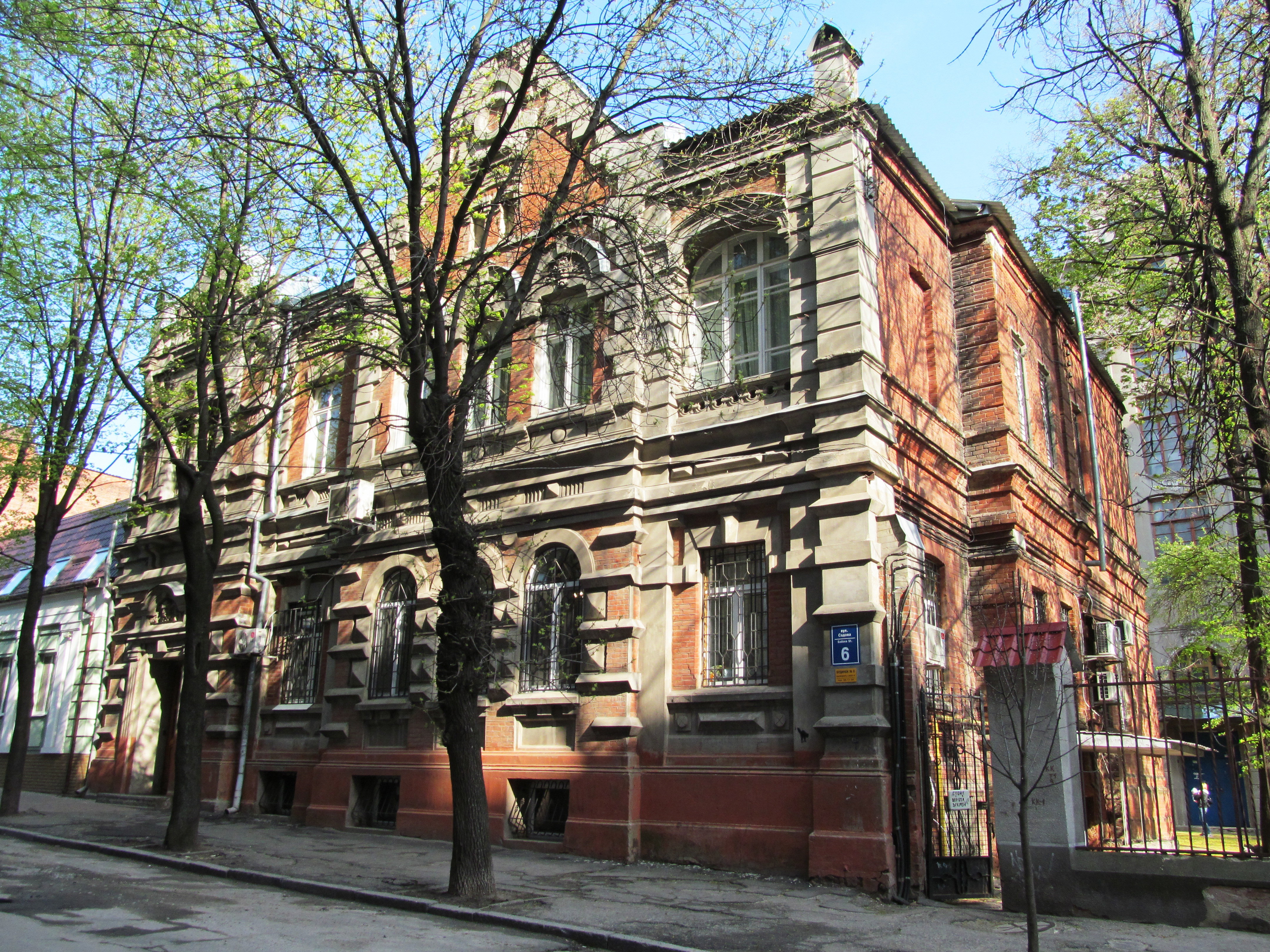
Будинок № 6
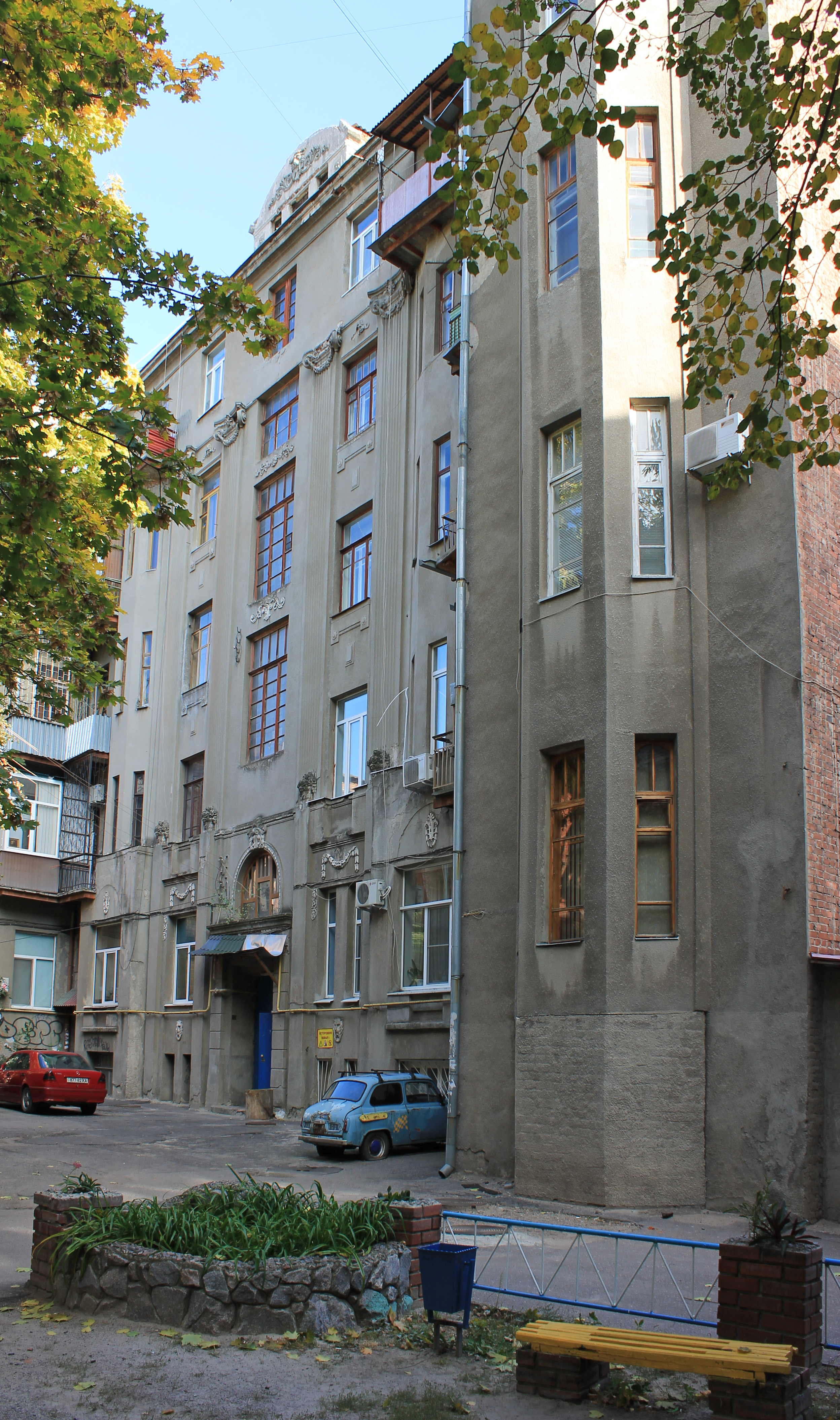
Будинок № 6а
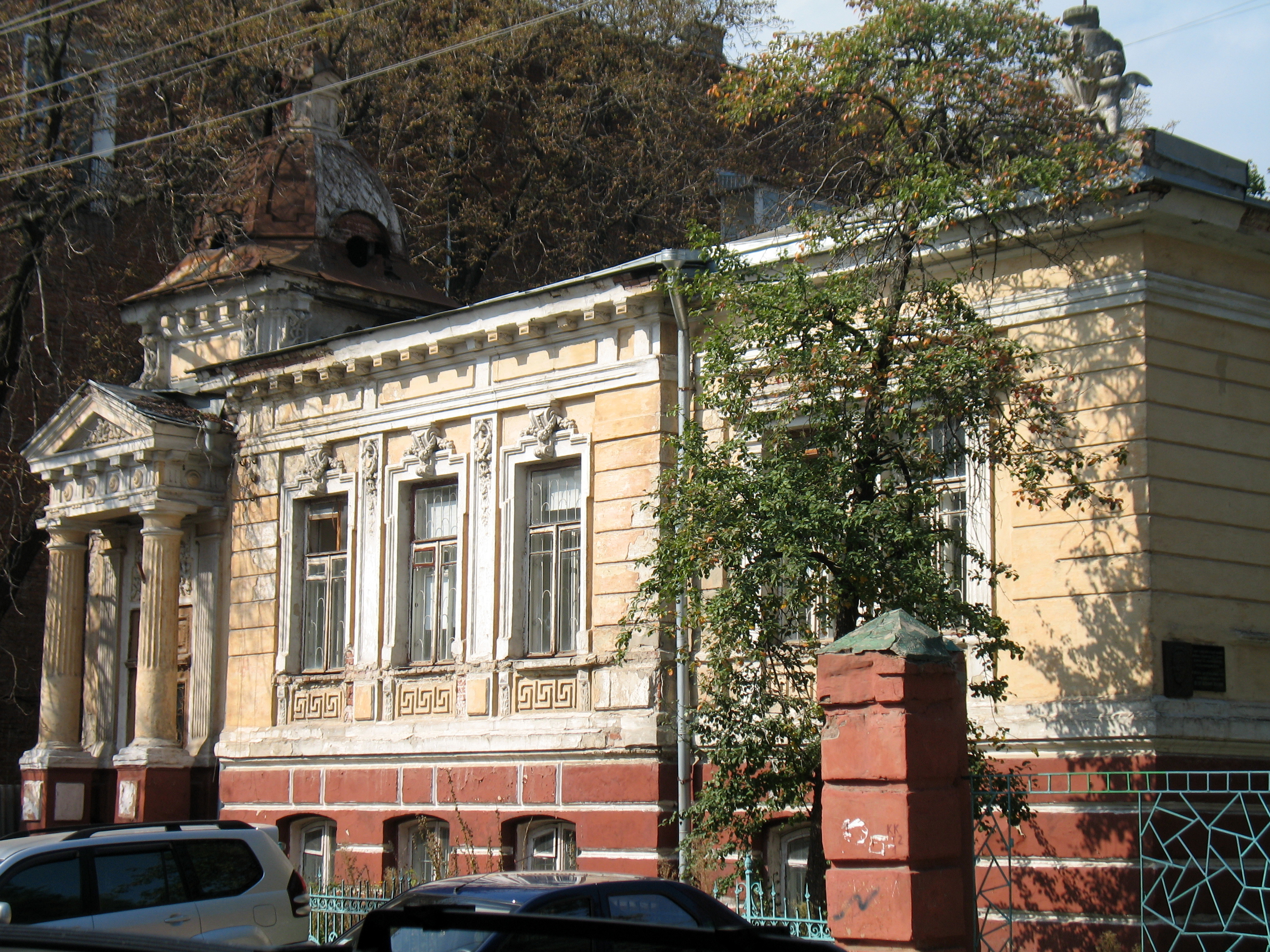
Будинок Сурукчі (№ 7)
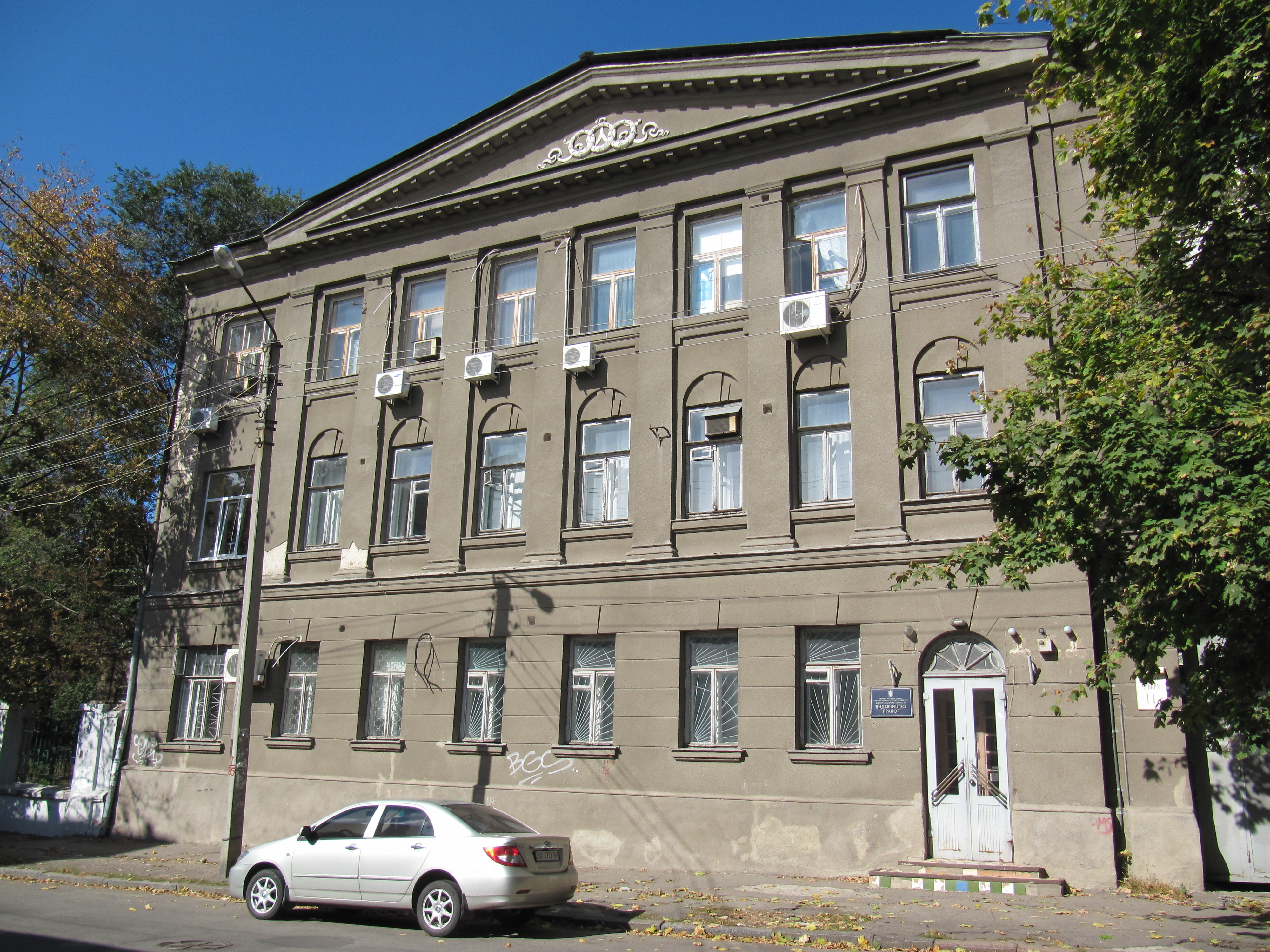
Будинок № 11
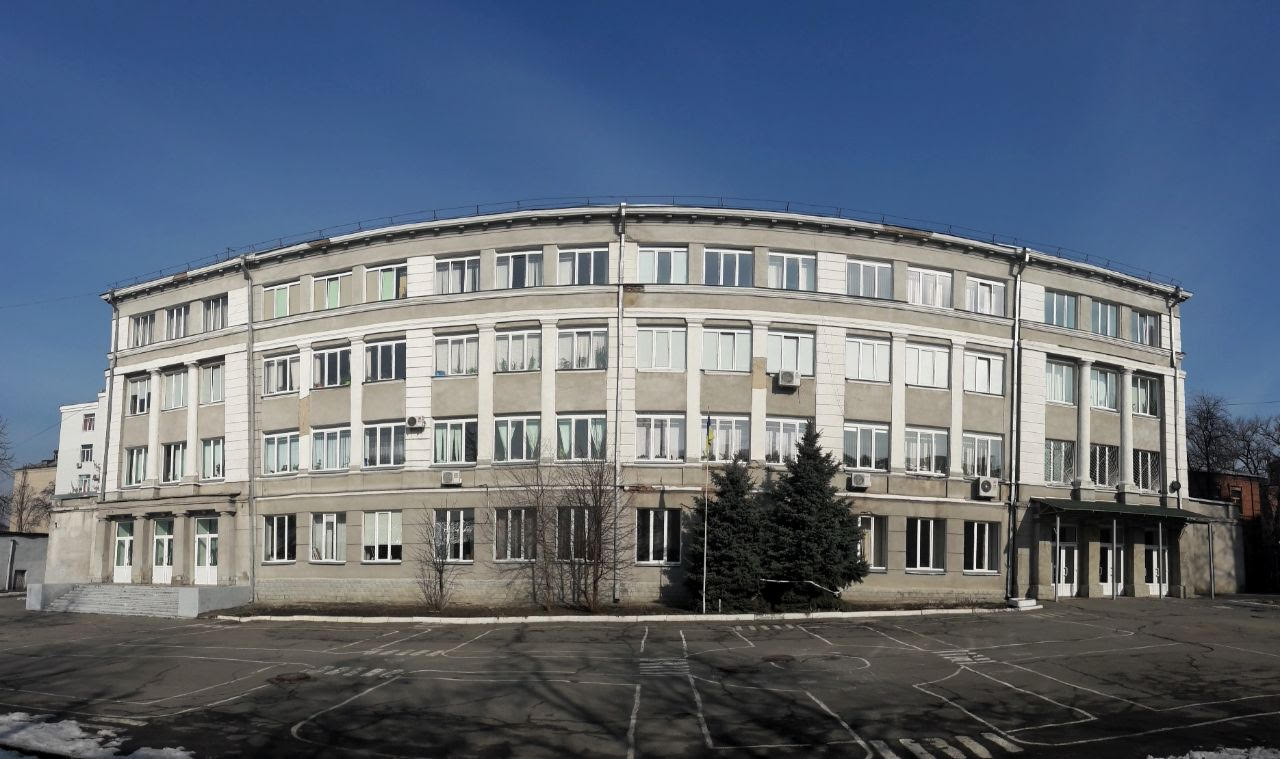
Будинок № 13. Харківська спеціалізована школа № 133 «Ліцей мистецтв»
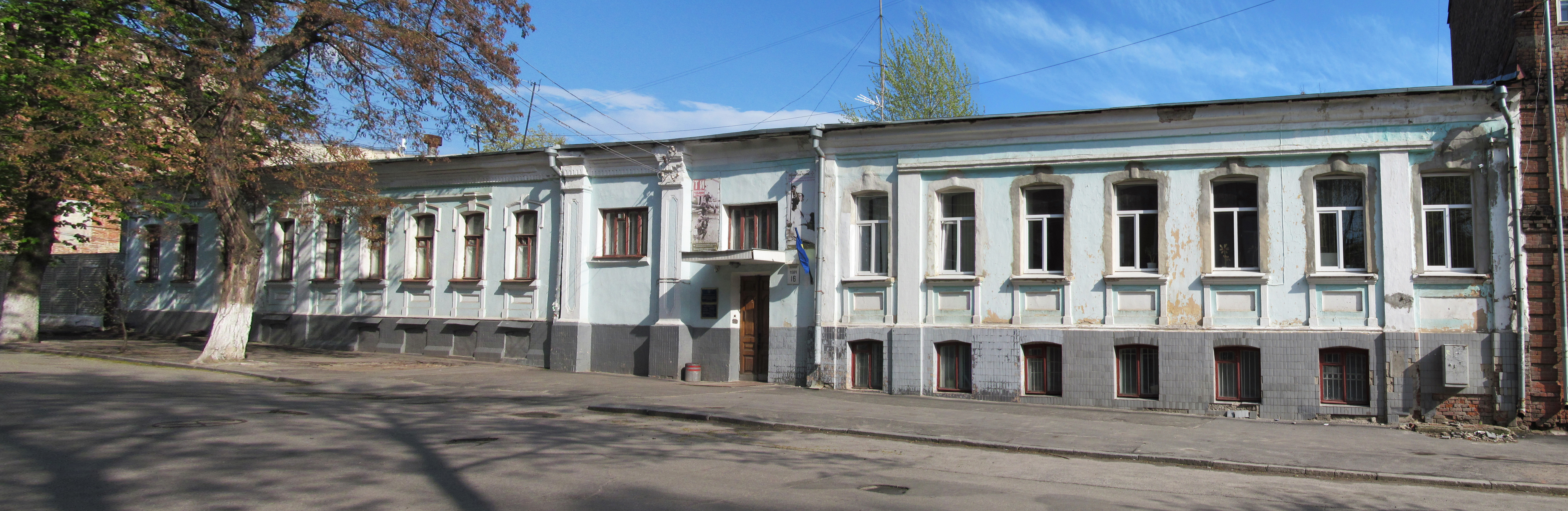
Будинок № 16. Військовий комісаріат Київського та Московського районів